# آبشار دون
آبشار دون (به لاتین: Don Falls) یک آبشار در روسیه است که در Rostov oblast Russia واقع شده‌است.